# Gianfranco Gazzana Priaroggia
Gianfranco Gazzana Priaroggia (Milano, 30 agosto 1912 – Oceano Atlantico, 23 maggio 1943) è stato un militare italiano, che con il grado di capitano di corvetta della Regia Marina, durante la seconda guerra mondiale fu un "asso" dei sommergibilisti, con 90.601 tonnellate di naviglio affondate.
Fu decorato di una medaglia d'oro alla memoria, di due medaglie di argento, e di tre medaglie di bronzo al valor militare, nonché della Croce di Cavaliere della Croce di Ferro e della Croce di Ferro di prima e seconda classe tedesche; fu citato sette volte sul Bollettino di guerra del Comando supremo.

## Biografia
Dopo essere stato allievo dell'Accademia Navale di Livorno dal 1931, conseguì nel gennaio 1935 la nomina a guardiamarina; nel gennaio 1936 ottenne la promozione a sottotenente di vascello, ed effettuò un periodo di imbarco sugli incrociatori pesanti Trento e Trieste. Nel 1937 entrò a far parte dei sommergibilisti, partecipando a due missioni speciali nelle acque spagnole durante la guerra civile a bordo del Millelire, un sommergibile della Classe Balilla, per assumere nell'ottobre del 1938 il comando del Malachite, un sommergibile della Classe Perla, a bordo del quale iniziò le operazioni militari nella seconda guerra mondiale.
Dopo aver conseguito la promozione a tenente di vascello, si imbarcò con l'incarico di ufficiale in seconda sul Durbo. Il 5 aprile 1941 divenne ufficiale in seconda sul Tazzoli, contemporaneamente all'assunzione del comando del battello da parte del capitano di corvetta Carlo Fecia di Cossato: a bordo del Tazzoli Gazzana Priaroggia contribuì all'affondamento di dodici navi, per complessive 68.000 tonnellate.
Lasciato il Tazzoli per assumere il comando del sommergibile Archimede, dal 10 agosto 1942 assunse il comando del sommergibile Leonardo da Vinci, dislocato come il Tazzoli nella Base Atlantica di Betasom a Bordeaux. Il Tazzoli e il Leonardo Da Vinci stabilirono due primati: il primo quello del maggior numero di navi nemiche affondate, il secondo quello del maggior tonnellaggio di naviglio nemico affondato.
Nella missione effettuata nelle acque dell'Oceano Indiano dal 7 ottobre al 6 dicembre 1942, conseguì l'affondamento di 4 navi mercantili, per complessive 26.042 tsl.
Nel corso di una missione iniziata il 20 febbraio 1943, incontrò il 14 marzo il transatlantico britannico Empress of Canada (21.517 tsl), 330 miglia a sud-ovest di Capo Palmas (Liberia): lanciò tre siluri con i tubi di poppa e due delle armi colpirono la nave, che andò a fondo; si trattò del maggior successo mai conseguito da un sommergibile italiano. Il 20 marzo 1943 il comandante Mario Rossetto, alla guida del sommergibile Finzi, rifornì il Leonardo Da Vinci. Nella navigazione di rientro alla base, il 23 maggio 1943, il Leonardo da Vinci fu affondato a circa 300 miglia a ovest di Capo Finisterre, al largo delle coste spagnole, dal cacciatorpediniere Active e dalla fregata Ness della Royal Navy, inabissandosi con tutto l'equipaggio. In quella seconda  missione aveva affondato sei navi per 58.973 tsl .
Complessivamente sotto il comando di Gazzana Priaroggia furono affondate 90.601 tonnellate di naviglio, che lo collocano al 42º posto (primo tra gli italiani e quarto tra i non tedeschi) tra gli assi del sommergibilismo della seconda guerra mondiale. Pochi giorni prima, il 6 maggio 1943, era stato promosso per merito di guerra al grado di capitano di corvetta. Per il suo sacrificio, a Gianfranco Gazzana-Priaroggia fu conferita la Medaglia d'oro al valor militare alla memoria.

## Sommergibili
Due sommergibili della Marina Militare hanno preso il loro nome da questo comandante. La prima unità, la cui matricola era S 502, è stata in servizio dal 1972 al 1982 ed era un sommergibile oceanico ex-USA.
La seconda unità, realizzata nei cantieri di Monfalcone, impostata il 12 novembre 1992 e varata il 26 giugno 1993, è stata consegnata alla MMI il 12 aprile 1995, ricevendo la bandiera di combattimento il 4 maggio 1996 a Napoli. Il Gianfranco Gazzana Priaroggia fa parte della 4ª serie della classe Sauro ed è in servizio presso la base di Taranto.